# Dichoptera guttulosa
Dichoptera guttulosa är en insektsart som beskrevs av Stsl 1870. Dichoptera guttulosa ingår i släktet Dichoptera och familjen Dictyopharidae. Inga underarter finns listade i Catalogue of Life.